# Domenico Jorio
Domenico Jorio (ur. 7 października 1867 w Villa San Stefano, zm. 21 października 1954 w Rzymie) – włoski duchowny katolicki, wysoki urzędnik Kurii Rzymskiej, kardynał.

## Życiorys
Ukończył seminarium w rodzinnej diecezji Ferentino, a następnie Pontyfikalne Seminarium Rzymskie (doktoraty z teologii i utroque iure). Święcenia kapłańskie otrzymał 17 września 1891 w Palestrinie. Pracował duszpastersko w Rzymie, będąc jednocześnie, w latach 1891–1918, pracownikiem Datarii Apostolskiej. W 1901 został szambelanem Jego Świątobliwości, a w 1915 prałatem. 20 października 1918 mianowany sekretarzem w Datarii Apostolskiej i podsekretarzem w Kongregacji ds. Dyscypliny Sakramentów. W tym samym roku otrzymał tytuł pronotariusza apostolskiego.
16 grudnia 1935 kreowany kardynałem diakonem. Tego samego dnia zmarł prefekt Kongregacji Dyscypliny Sakramentów Michele Lega i Jorio cztery dni później został jego następcą. Funkcję tę sprawował przez prawie 20 lat, do swej śmierci. Uczestniczył w konklawe 1939. W 1946 jego diakonia podniesiona została pro illa vice do rangi kościoła prezbiterialnego, a Jorio został kardynałem prezbiterem. Nigdy nie przyjął święceń biskupich. Pochowany w kościele Sant’Apollinare alle Terme Neroniane-Alessandrine w Rzymie.